# Gemma Salem
Pour les articles homonymes, voir Salem.
Gemma Salem, née le 2 août 1943 à Antioche (Turquie) et décédée à Vienne le 20 mai 2020, est une écrivaine suisse d'origine assyro-chaldéenne.

## Biographie
Gemma Salem passe sa jeunesse dans différentes régions du Moyen-Orient et fréquente les écoles catholiques d'Istanbul, de Téhéran et de Beyrouth.
Lorsqu'elle arrive en Europe au début des années 1960, elle exerce tour à tour les métiers de danseuse, de secrétaire et de comédienne. Elle s'installe en Suisse où elle épouse Rémy Dubugnon en décembre 1967 et acquiert la nationalité suisse par mariage. Quatre ans après le décès accidentel de son mari, elle s'établit à Gailhan dans le sud de la France en 1979 avec son nouveau compagnon le pianiste et compositeur suisse René Bottlang. En 1982, elle publie Le Roman de Monsieur Boulgakov. Suivent une douzaine d'autres livres parmi lesquels des romans, des biographies, des essais, ainsi qu'une dizaine de pièces de théâtre. Elle est la sœur ainée du psychiatre et écrivain suisse Gérard Salem et du journaliste et écrivain suisse Gilbert Salem. Son fils ainé est le compositeur suisse Richard Dubugnon.  
Elle est nommée pour le prix Médicis en 1982 (Le Roman de Monsieur Boulgakov) et soutenue jusqu'au dernier tour par Marthe Robert. Elle reçoit le prix Schiller en 1992 et figure sur les listes du prix Médicis essai (1993) et du prix Colette. Ayant une véritable passion pour l'Autriche, Vienne en particulier où elle réside de 1990 à sa mort, elle est reconnue comme l'une des spécialistes de Thomas Bernhard dans le monde littéraire. 
Ses archives sont gérées par le Centre des littératures en Suisse romande de l'Université de Lausanne UNIL. 
Elle est enterrée au cimetière de Grinzing à Vienne, non loin de la tombe de Thomas Bernhard. 

## Œuvre

### Romans et essais
- Le Roman de Monsieur Boulgakov, 1982, Paris, L'Âge d'Homme ; réédition, Paris, Zulma, 2003
- La Passion de Giulia, Paris, Mercure de France, 1984
- Les Exilés de Khorramshahr, Paris, Flammarion, 1986
- Bétulia, Paris, Flammarion, 1987
- Lettre à l'hermite autrichien, Paris, La Table Ronde, 1989
- L'Artiste, Paris, La Table Ronde, 1991 - Prix Schiller
- Thomas Bernhard et les siens, Paris, La Table Ronde, 1993 ; réédition, Paris, La Table Ronde, coll. « La petite vermillon », 2005
- Schubert, (illustrations de J.-M. Locatelli), Paris, La Joie de Lire, 1994 ; réédition, (illustrations de Sempé), Vienne, Bernest, 2014
- Mes amis et autres ennemis, Paris, Zulma, 1995 ; réédition, Monaco/Paris, Le Rocher, coll. « Motifs » no 325, 2008
- L'Opale de Saint-Antoine, Paris, Zulma, 2001
- La Rumba à Beethoven, Paris, Pierre-Guillaume de Roux, 2014
- Dramuscules viennois | Wiener Dramolette, bilingue, traduction Margret Millischer, Vienne, Tarantel, 2014
- Où sont ceux que ton cœur aime, Paris, Arléa, 2019
- Larry, une amitié avec Lawrence Durrell. Entretiens avec Stéphane Héaume, Paris, Baker Street, 2019
- Jean Rhys, inachevé, 2018-19
- Le Satan (Bach ?) de la musique moderne (Schönberg), Paris, Serge Safran Éditeur, 2024

### Théâtre
- Ludwig et Lola, Théâtre de l'Octogone, Lausanne, 1996
- Aloïs-le-voyou. En français : Nouveau répertoire dramatique, France Culture, Paris, 1996, avec Jacques Gamblin. En allemand : Wiener Festwochen, 2001, Vienne ; Theater des Augenblicks, Vienne, 2001 ; Theater Drachengasse, Vienne, 2002 ; Theater Forum, Vienne, 2005 ; Theater im Kino, Berlin, 2006 ; Théâtre national Mala Drama, Ljubljana, 2006
- Les Dramuscules viennois. En français : Théâtre Trévise, Paris, 1998. En allemand : Theater Forum, Vienne, 2004
- Quelques jours dans la vie de Monsieur Boulgakov, Paris, 1989 ; Théâtre Brett, Vienne, 1999
- Le Bon Misanthrope, 6 courtes pièces d'après 7 nouvelles de Tchekhov, Theater Forum, Vienne, 2008
- W comme Cassiopée, Wittgenstein Haus, Vienne, 2016

### Contributions
- Revue L'Atelier du roman, La Table ronde, Paris. Textes : Rigueur, nouvelle (no 21) ; Abrégeons, sur Pastorale américaine de Philip Roth (no 23) ; That they may face the rising sun, sur le roman de John McGahern (no 37) ; Avis de recherche, nouvelle (no 50) ; Un phénomène illégal, Dossier Boulgakov (no 52) ; Dr Ludwig et Mr Wittgenstein, essai (no 85)
- Thomas Bernhard, sous la direction de Pierre Chabert et Barbara Hutt, 2002, Minerve, Paris
- Revue littéraire "Europe", no 959, dossier Thomas Bernhard, "Aloïs, le père interdit", 2009, Paris,
- Thomas Bernhard : une vie sans femmes de Pierre de Bonneville, Préface, 2016, L'Éditeur, Paris

## Prix
- 1992 : Prix Schiller pour L'Artiste

## Sources
1. ↑  « Thomas Bernhard et les siens », sur gallimard.fr (consulté le 3 juillet 2023).
2. ↑  « faire part de décès journal 24 Heures », sur hommages.ch, 24 Heures

- « Gemma Salem », sur la base de données des personnalités vaudoises sur la plateforme « Patrinum » de la Bibliothèque cantonale et universitaire de Lausanne.
- Anne-Lise Delacrétaz, Daniel Maggetti, Ecrivaines et écrivains d'aujourd'hui, p. 338
- A D S - Autorinnen und Autoren der Schweiz - Autrices et Auteurs de Suisse - Autrici ed Autori della Svizzera
- Les Editions de La Table Ronde
- Bibliomedia - Salem  Gemma
- Les mille et une vie de Gemma Salem, François Miclo
- Un Boulgakov magnétique, Marie Alstadt
- Gemma Salem et Jean-Jacques Sempé : Franz Schubert, Alban Deags